# Wereldkampioenschappen baanwielrennen 1972
De Wereldkampioenschappen baanwielrennen 1972 werden gehouden van 29 juli tot en met 2 augustus in het Stade Vélodrome, te Marseille. Er vonden vier onderdelen plaats bij de mannen en twee bij de vrouwen. Tijdens deze editie vond er maar één onderdeel plaats voor de amateurs bij de mannen, de andere onderdelen werden verplaatst naar de Olympische Zomerspelen 1972 in München.

## Uitslagen

### Mannen
| Onderdeel     | Goud               | Zilver           | Brons            |
| ------------- | ------------------ | ---------------- | ---------------- |
| Achtervolging | Hugh Porter        | Ferdinand Bracke | Dirk Baert       |
| Stayeren      | Theo Verschueren   | Cees Stam        | Dieter Kemper    |
| Sprint        | Robert Van Lancker | Gordon Johnson   | Giordano Turrini |

### Amateurs
| Onderdeel | Goud       | Zilver      | Brons         |
| --------- | ---------- | ----------- | ------------- |
| Stayeren  | Horst Gnas | Jean Breuer | Gaby Minneboo |

### Vrouwen
| Onderdeel     | Goud               | Zilver          | Brons              |
| ------------- | ------------------ | --------------- | ------------------ |
| Achtervolging | Tamara Garkusjina  | Keetie Hage     | Lubov Zadorozjnaja |
| Sprint        | Galina Jermolajeva | Minie Brinkhoff | Sheila Young       |

## Medaillespiegel
| Plaats | Land                     | Goud | Zilver | Brons | Totaal |
| 1      | België                   | 2    | 1      | 1     | 4      |
| 2      | Sovjet-Unie              | 2    | 0      | 1     | 3      |
| 3      | Bondsrepubliek Duitsland | 1    | 1      | 1     | 3      |
| 4      | Verenigd Koninkrijk      | 1    | 0      | 0     | 1      |
| 5      | Nederland                | 0    | 3      | 1     | 4      |
| 6      | Australië                | 0    | 1      | 0     | 1      |
| 7      | Italië                   | 0    | 0      | 1     | 1      |
| 7      | Verenigde Staten         | 0    | 0      | 1     | 1      |